# Teresa Patrício Gouveia
Maria Teresa Pinto Basto Patrício de Gouveia (ur. 18 lipca 1946 w Lizbonie) – portugalska polityk, działaczka kulturalna i urzędniczka państwa, członkini Partii Socjaldemokratycznej, minister środowiska (1993–1995) oraz minister spraw zagranicznych (2003–2004).

## Życiorys
Absolwentka historii na Uniwersytecie Lizbońskim. Pracowała jako urzędniczka państwowa, m.in. była dyrektorem generalnym ds. stosunków międzynarodowych w ministerstwie kultury (1982–1985). Pełniła różne funkcje w organizacjach i instytucjach kulturalnych, wchodziła w skład rady doradczej dziennika „Público” oraz przewodniczyła fundacji Fundação de Serralves.
Zaangażowała się w działalność polityczną w ramach Partii Socjaldemokratycznej. Pięciokrotnie (1987, 1991, 1995, 1999 i 2002) uzyskiwała mandat deputowanej do Zgromadzenia Republiki. W latach 1985–1990 była sekretarzem stanu do spraw kultury, od 1991 do 1993 pełniła funkcję sekretarza stanu w resorcie ochrony środowiska. A czerwcu 1993 premier Aníbal Cavaco Silva powierzył jej stanowisko ministra środowiska, które zajmowała do października 1995. W październiku 2003 została ministrem spraw zagranicznych w rządzie José Manuela Durão Barroso, sprawując ten urząd do lipca 2004.

## Odznaczenia
- Wielki Oficer Orderu Infanta Henryka (Portugalia, 1990)[3]
- Krzyż Wielki Orderu Infanta Henryka (Portugalia, 1998)[3]
- Krzyż Wielki Orderu Chrystusa (Portugalia, 2004)[3]
- Krzyż Wielki Order Honoru (Grecja, 1992)[4]
- Oficer Legii Honorowej (Francja, 2016)[5]